# Alf Jörgensen
Alf Bertil Jörgensen, född 4 februari 1914 i Helsingborg, död 11 april 1972 på Ekerö, var en svensk civilekonom, direktör, filmproducent, manusförfattare och sångtextförfattare.
Studentexamen i Helsingborg 1933, jur kand i Lund 1938, DHS (ekonomisk examen vid Handelshögskolan) 1940, tingstjänstgöring  1940-1941, tjänstgöring i länsstyrelsen 1941, Överståthållarämbetet 1941, föredragande i kammarrätten 1942-1945, verkställande direktör och ägare av ab Terrafilm 1945-1955, Bona tomt ab 1946, Intima teatern (Intiman) 1950-1966, samt Grummebolagen 1963-1966. Jörgensens hobbies var golf och filateli. Han är begravd på Ekerö kyrkogård.

## Producent i urval
- 1957 – Räkna med bråk
- 1956 – Sceningång
- 1956 – Gorilla
- 1955 – Hoppsan!
- 1955 – Mord, lilla vän
- 1954 – Gula divisionen
- 1953 – Resan till dej
- 1953 – I dur och skur
- 1952 – Eldfågeln

## Filmmanus
- 1941 – En fattig miljonär